# 磚殿

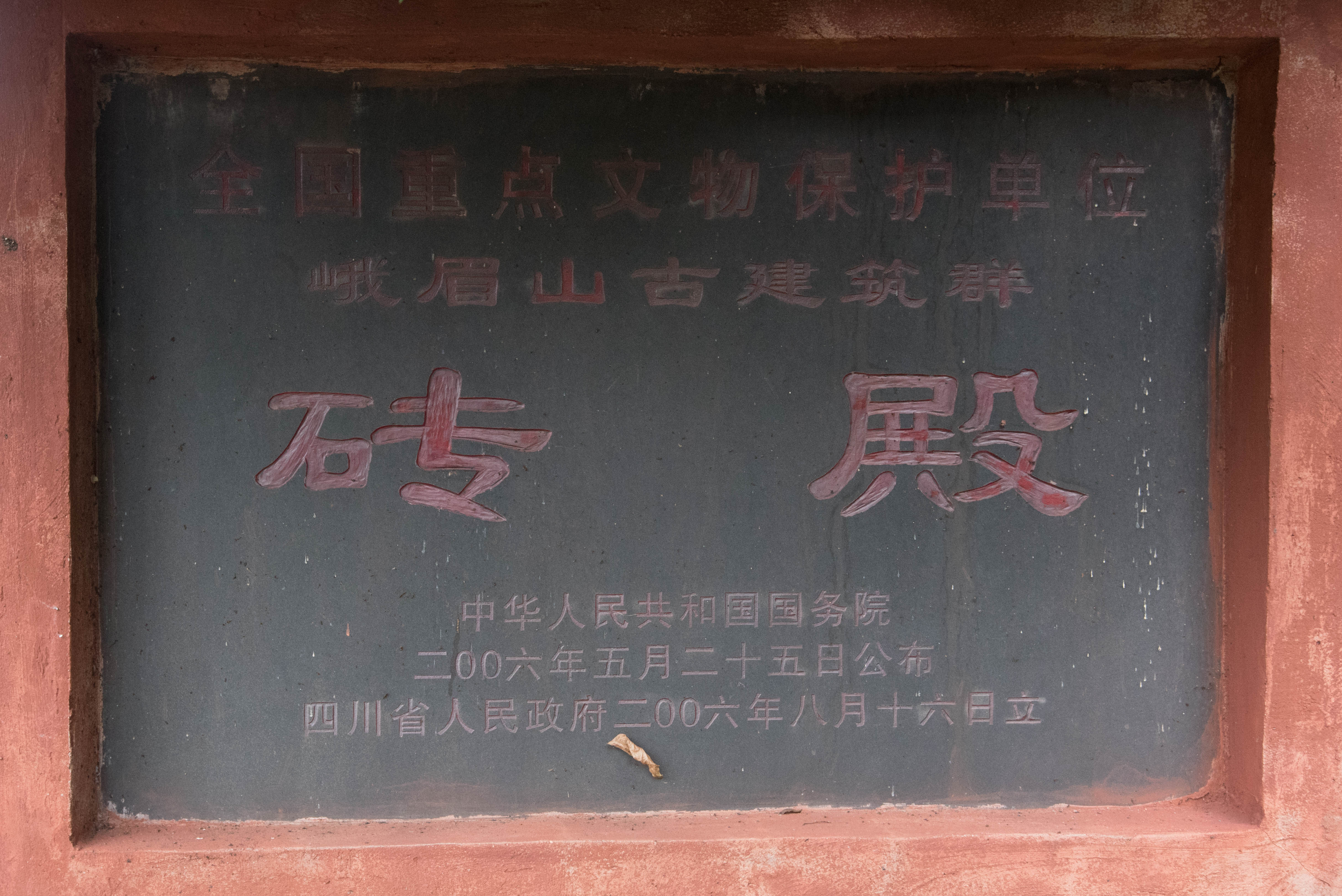
国保碑

磚殿位於四川省峨眉山市峨眉山，文物遺址年代判定為明。1956年8月16日公佈為四川省第一批歷史及革命文物保護單位。1980年7月7日重新公佈為四川省第一批文物保護單位。2006年作為第六批全國重點文物保護單位合併項目，與第一批全國重點文物保護單位峨眉山聖壽萬年寺銅鐵佛像合併，名稱：峨眉山古建築群。